# アメリカンプレジデントラインズ
アメリカンプレジデントラインズリミテッド（英語: American President Lines Limited、略称APL）は、シンガポールに本社を置くコンテナ輸送海運会社。保有する船舶のコンテナ積載量は世界第7位であり、140カ国以上のネットワークを持つ。1997年より、海運会社のネプチューン・オリエント・ラインズ社の子会社となっていたが、2016年にフランスのCMA CGMがネプチューン・オリエント・ラインズを買収したことにより、CMA CGM グループに入った。

## 沿革
1848年に設立したパシフィック・メイル・スチームシップ・カンパニー（太平洋郵船会社）から始まる。その後ロバート・ダラーに買収されてダラー・ライン社（1893年設立）に統合された。ロバート・ダラー死後、世界恐慌の影響を受けてダラー・ラインが破綻、政府と米国海事委員会主体で設立されたAPL社となった。アメリカ大統領の名を冠した旅客船を運航し、太平洋横断航路などで重きをなしたが、旅客機利用の大衆化に伴って1973年に旅客船の事業から撤退。その後はコンテナ輸送を事業の主軸とした。太平洋・大西洋の海運路線の主力として主要国の港でもAPLのコンテナを見ることができる。日本国内では東京・横浜・千葉・大阪・神戸・福岡の主要港でもAPLのコンテナを見られる。